# دورة وداقية

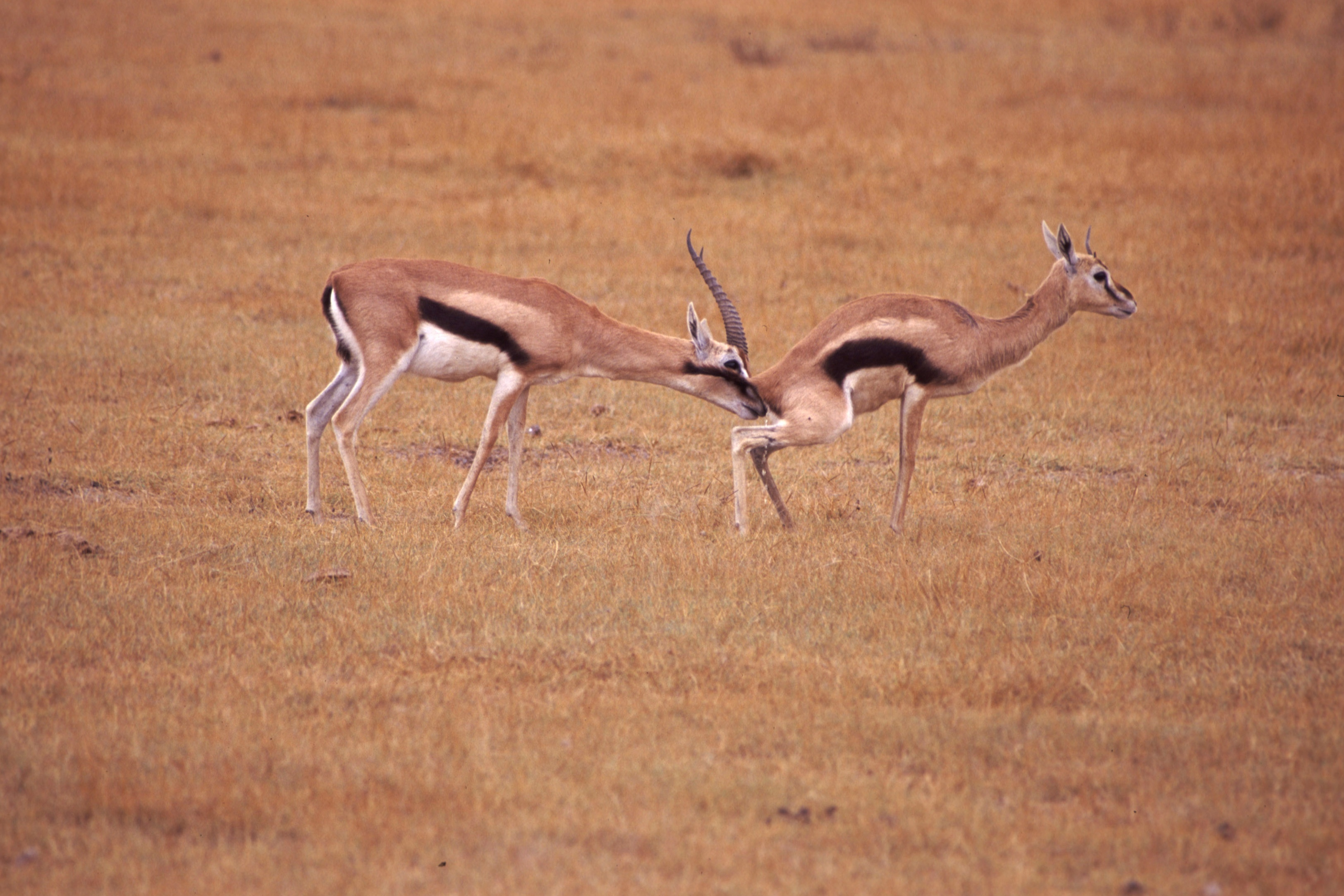

دورة وداقية أو دورة ودقة أو  دورة ودوق هي فترة هياج جنسي تعتري الإناث من الثدييات. وفي هذه الفترة تكون الأنثى جاهزة لعملية الجماع والتزاوج مع الذكر. ويختص مصطلح الدورة النزوية للإناث، ويستبدل أحياناُ بدورة الشبق، أو الشياع، ويستخدم مصطلح الوِداق كمصطلح عام لوصف الدورة التكاثرية عند الذكور والإناث من الحيوانات وخصوصاً مزدوجات الأصابع كالأيائل والضأن والبقر والجمال. عند إناث الحيوان، للدورة النزويَّة أوقات محددة وأعراض وأطوار تختلف من نوعٍ إلى آخر.

## وصف عام
يكون المبيض بوقت الدورة النزوية بقمة نشاطه وينتج عدداً كبيرا من البويضات وهذا ما يعرف بعملية التبويض، والمبيض يفرز أيضا هرمونات (الإستروجين) تكون مسؤولة عن التغيرات السلوكية والجسدية التي تطرأ على الأنثى وقت الهياج الجنسي.

## وقت الدورة النزويَّة
تاتي دورة الشبق للإناث في مواسم معينه من السنة تختلف من نوعِ لآخر. وغالباً ما تكون في موسمي الربيع والخريف، لذا تقسم الحيوانات إلى:
- وحيدة الدورة (مرة بالسنة): لها دورة واحدة علي مدار العام (خصوصاً الحيوانات البرية). مثلاً:

1. للكلبات دورة واحدة في الربيع و أخرى في الخريف لذا تسمى بوحيدة الدورة الموسمية.

- عديدة الدورة الموسمية: لها عدد من دورات الشبق خلال موسم معين من السنة، مثلاً:

1. في الأفراس: يبدأ الموسم في الربيع (مع استطالة ساعات النهار).
2. في الأغنام و الماعز: يبدأ الموسم في اوائل الخريف ( مع قصر ساعات النهار).
3. في الجمال: يبدأ الموسم في اواخر الخريف و بداية الشتاء.
4. في القطط المنزلية: منذ نهاية كانون الثاني\يناير حتى الخريف، ويتكرر حدوث دورة الشبق كل 3 أسابيع تقريبا وتستمر أعراض الدورة في الأنثى من 9-10 أيام في حالة إذا لم يتم التزاوج ولكن إذا تم الجماع بين الذكر والأنثى فإن أعراض الهياج الجنسي تنتهي بعد أربعة أيام.

- عديدة الدورة: لها دورات متكررة متتالية علي مدار العام (الابقار).

## أعراض الاحترار على الأنثى
تختلف الأعراض من نوع إلى آخر. فيما يلي قائمة ببعض الأعراض التي تظهر على إناث القطط المنزلية:
- تورم الفتحة التناسلية للأنثى وانتفاخها وتصبح مبللة بالإفرازات المهبلية.
- تغير واضح في سلوك الأنثى : تصبح قلقة وتزداد حركاتها في كل مكان وإذا كانت داخل المنزل تجري في قلق من غرفة إلى أخرى وتتوقف وتموء عند باب الغرفة أو الشباك وتتبول كثيرا، وتحك رأسها والخاصرة على قطع أثاث المنزل وذلك لنشر الهرمونات الجنسية حيث أنها بمثابة رسائل كيميائية تبعثها إلى الذكور للحث على التزاوج والجماع.
- تربص وتجثم الأنثى مع رفع المؤخرة (منطقة الحوض) وإزاحة الذيل إلى جانب الجسد.
- يصدر من الأنثى صوت مواء على فترات طويلة وتصبح قلقه وغير مستقرة.
- تصبح الأنثى أكثر محبة وعطف ورقة وكثيرة الاحتكاك بصاحبها.
- التبويض : تكثر الأنثى من الدحرجة على ظهرها على الأرض، ولكي يتأكد المربي أن القطة في فترة دورة الشبق فإنه عندما يضرب القطة على ظهرها بواسطة أصابعه نجد القطة تجثم على الأرض وتدفع المؤخرة للأعلى مع إزاحة الذيل لأحد جانبي الجسم، وتصدر مواء متقطعا، وكلما أزداد إلحاح القطه لطلب التزاوج والجماع كلما أزداد المواء وشدته، وبعض المربين الذين ليس عندهم الخبرة في رعاية القطط يعتقد أن قطته في حالة مرضية شديدة وتعاني من آلام نظرا لصياحها المستمر ودحرجتها على الأرض، ومرحلة صراخ القطة تسمى مرحلة (النداء) لأنها عبارة عن نداء الأنثى للذكر ليتم التزاوج وهذه المرحلة تستمر من 5 - 10 أيام ثم تعاودها دورة الشبق التالية بعد 2 - 3 أسابيع في حالة عدم الحمل.